# Publílio Siro
Publílio Siro (em latim: Publilius Syrus; século I a.C.) foi um escritor latino da Roma Antiga, conhecido por sua obra Sentenças. Era nativo na Síria e foi feito escravo e enviado à Itália, mas graças ao seu talento, ganhou o favor de seu senhor, que o libertou e o educou.